# Adrian Ungur
Adrian Ungur (Piteşti, 25 de janeiro de 1985) é um tenista profissional romeno.
Encerrou o ano de 2011 como o 114º melhor tenista do mundo.

## ATP Tour finais

### Duplas: 1 (1 título)
| Legenda                           |
| --------------------------------- |
| Grand Slam (0–0)                  |
| ATP World Tour Finals (0–0)       |
| ATP World Tour Masters 1000 (0–0) |
| ATP World Tour 500 Series (0–0)   |
| ATP World Tour 250 Series (1–0)   |

| Finais por Piso |
| --------------- |
| Duro (0–0)      |
| Saibro (1–0)    |
| Grama (0–0)     |
| Carpete (0–0)   |

| Resultado | N. | Data          | Torneio                                       | Piso   | Parceiro     | Oponents                    | Placar            |
| --------- | -- | ------------- | --------------------------------------------- | ------ | ------------ | --------------------------- | ----------------- |
| Campeão   | 1. | 26 Abril 2015 | BRD Năstase Țiriac Trophy, Bucareste, Romênia | Saibro | Marius Copil | Nicholas Monroe Artem Sitak | 3–6, 7–5, [17–15] |